# Бедренко, Николай Васильевич
Никола́й Васи́льевич Бедре́нко (9 сентября 1923 — 3 июля 1985) — участник Великой Отечественной войны, сапёр 7-го отдельного гвардейского воздушно-десантного батальона 1-й гвардейской воздушно-десантной дивизии 53-й армии 2-го Украинского фронта, Герой Советского Союза (28.04.1945), гвардии ефрейтор. Участник Парада Победы на Красной площади 24 июня 1945 года.

## Биография
Родился 9 сентября 1923 года в деревне Казанка Оренбургской губернии ныне Зианчуринского района Башкортостана. Русский. Образование начальное. Член ВКП(б) с 1945 года. Работал слесарем в колхозе «Касмарт», совхозе «Овцевод» Зианчуринского района.
В Красную Армию призван в марте 1942 года Зианчуринским райвоенкоматом Башкирской АССР.
На фронтах Великой Отечественной войны с августа 1942 года. Воевал на Воронежском, Северо-Западном, Сталинградском, 2-м Украинском и 2-м Дальневосточном фронтах, участвовал в Сталинградской битве, освобождении Украины, Молдавии, Румынии, Венгрии и Чехословакии. Боевой путь Бедренко закончил в Праге. Дважды тяжело ранен и дважды контужен.
Гвардии ефрейтор Н. В. Бедренко особо отличился при форсировании реки Тиса в районе города Тисасёллёш (Венгрия). В ночь с 4 на 5 ноября 1944 года Николай Бедренко переправлял группу дивизионных разведчиков на западный берег реки Тисы. Когда лодка достигла середины реки, их встретил шквал пулемётного огня. Н. В. Бедренко, маневрируя под огнём, подгреб к берегу и, высадившись вместе с разведчиками, принял участие в бою, в результате которого противник был выбит из траншей на протяжении 600 метров по фронту, что дало возможность переправить личный состав полка, закрепиться на занятом плацдарме и расширить его.
При перевозке бойцов 3-го стрелкового полка лодка была опрокинута взрывом мины, Н. В. Бедренко вплавь дотянул её до берега, вылил воду и, несмотря на то, что весь вымок в ледяной воде, продолжал перевозить бойцов и боеприпасы, сделав за ночь тридцать рейсов.
Указом Президиума Верховного Совета СССР от 28 апреля 1945 года ефрейтору Бедренко Николаю Васильевичу присвоено звание Героя Советского Союза с вручением ордена Ленина и медали «Золотая Звезда» (№ 7421).
Н. В. Бедренко принимал участие в Советско-японской войне 1945 года.
После войны Н. В. Бедренко жил в городе Медногорске Оренбургской области. В 1948 году переехал в Казахстан в город Талгар Алма-Атинской области, работал шофёром на машинно-тракторной станции Илийского района Алма-Атинской области, в 1963—83 — в пожарной части Талгара. Скончался 3 июля 1985 года.

## Награды
- Медаль «Золотая Звезда» Героя Советского Союза (№ 7421)[2][3]
- Орден Ленина
- Орден Отечественной войны I степени (06.04.1985)[4]
- Медали, в том числе:
  - Медаль «За отвагу» (04.06.1944)[5]
  - Медаль «За отвагу» (20.09.1944)[6]
  - Медаль «За победу над Германией в Великой Отечественной войне 1941—1945 гг.»
  - Юбилейная медаль «Двадцать лет Победы в Великой Отечественной войне 1941—1945 гг.»
  - Юбилейная медаль «Тридцать лет Победы в Великой Отечественной войне 1941—1945 гг.»
  - Юбилейная медаль «Сорок лет Победы в Великой Отечественной войне 1941—1945 гг.»

## Память
Гранитная звезда с портретом Н. В. Бедренко установлена 1 октября 2018 года на Аллее героев в центре города Медногорска Оренбургской области.